# ジョージ・オーガー

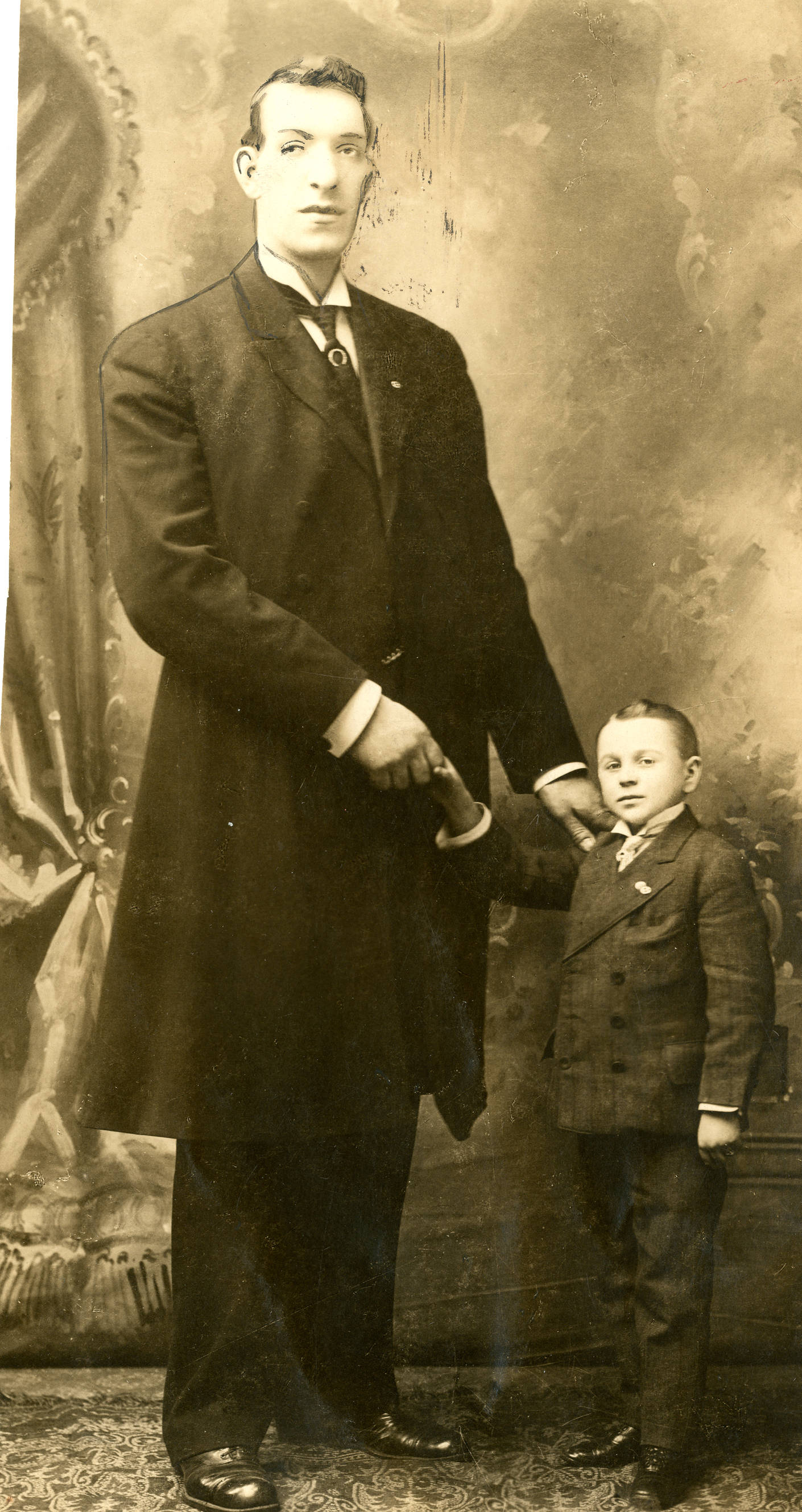
ジョージ・オーガー（左）と、ヴォードヴィルで相方を務めた小人、アーネスト・ロメル (Ernest Rommel)。1912年撮影。

ウィリアム・ジョージ・オーガー（William George Auger、1881年12月27日 - 1922年11月30日）は、「ウェールズの巨人 (The Welsh Giant)」の名でリングリング・ブラザーズ・サーカスに出演し、またカーディフの巨人にちなんだ「ザ・カーディフ・ジャイアント (The Cardiff Giant)」の名でも知られていた大男。

## 生涯
ウェールズのカーディフに生まれたオーガーは、地元で警察官となった後、ロンドンに移り、ヴィクトリア女王の警護の任にもあたった。女王は、自らオーガーを「キャプテン (Captain)」と呼んだが、これはあくまでも渾名としてであり、オーガーがそうした警察官としての階級を得たことはなかった 。
ロンドンに巡業してきたバーナム・アンド・ベイリー・サーカスを妻とともに見物に行ったオーガーは、サーカスに加わるよう勧誘され、警察官の職を辞して一座に加わることとなり、1903年にはアメリカ合衆国へ移り住んだ。
オーガーは知的な一面をもち、短編小説や、短い舞台用の脚本などを書くことがあった。「巨人退治のジャック」の民話に基づく戯曲『Jack the Giant Killer』を1906年に発表し、ニューヨークのオルフェウス劇場 (マンハッタン)で、自らが巨人役となって公演し、以降10年近く公演を続けた。
1911年にアメリカ合衆国の国籍を得たオーガーは、第一次世界大戦の際には戦時公債のセールスマンとして活躍した。
オーガーの身長は、8フィート4インチ（およそ254cm）と宣伝されることが多かったが、実際には7フィート5インチ（およそ226cm）ほどであった。
オーガーは、ハロルド・ロイドの映画『ロイドの巨人征服 (Why Worry?)』（1923年）への出演が予定されていたが、撮影開始後に急死してしまった。 1922年11月30日、ニュージャージー州の知人宅で感謝祭のご馳走を食べたオーガーは、胃痛を訴えた後にトイレで動けなくなり、ドアを外して助けようとしたときには既に落命していた。消化障害を起こして落命したものとされている。